# Edward C. Kehr

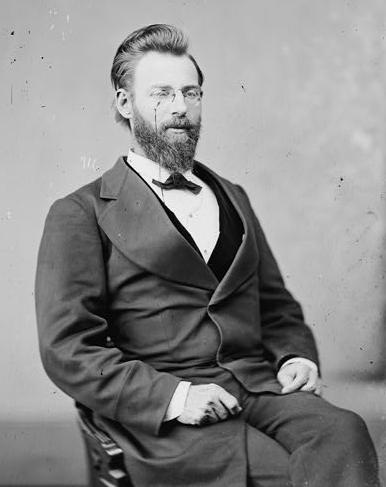
Edward C. Kehr

Edward Charles Kehr (* 5. November 1837 in St. Louis, Missouri; † 20. April 1918 ebenda) war ein US-amerikanischer Politiker. Zwischen 1875 und 1877 vertrat er den Bundesstaat Missouri im US-Repräsentantenhaus.

## Werdegang
Edward Kehr genoss eine akademische Schulausbildung. Nach einem anschließenden Jurastudium und seiner 1858 erfolgten Zulassung als Rechtsanwalt begann er in St. Louis in diesem Beruf zu arbeiten. Gleichzeitig schlug er als Mitglied der Demokratischen Partei eine politische Laufbahn ein. Bei den Kongresswahlen des Jahres 1874 wurde er im ersten Wahlbezirk von Missouri in das US-Repräsentantenhaus in Washington, D.C. gewählt, wo er am 4. März 1875 die Nachfolge von Edwin O. Stanard antrat. Da er im Jahr 1876 nicht bestätigt wurde, konnte er bis zum 3. März 1877 nur eine Legislaturperiode im Kongress absolvieren.
Nach seinem Ausscheiden aus dem US-Repräsentantenhaus praktizierte Edward Kehr wieder als Anwalt. Politisch ist er nicht mehr in Erscheinung getreten. Er starb am 20. April 1918 in St. Louis.